# عملية هندسية
عملية هندسية هو مصطلح يشير إلى عملية الرسم على نفس السطح أو في الفراغ، وتهدف إلى حل الكثير من المشاكل الهندسية، مثل تلك التي تتعلق بصورة عامة بالشروط التبادلية والقياس بين الكيانات الهندسية المعلومة أو التي يجب أن تحدد لاحقا.
عمليات هندسية بمسطرة وفرجار، هي العمليات البسيطة التي تنفذ على ورقة الرسم دون استعمال الحاسوب.
مثلاً، العملية الهندسية لتحديد محور قطعة مستقيمة A-B، تُحل في الاجراء التالي:
1. يُوضع رأس الفرجار في النقطة A ورسم دائرة دلتا نصف قطرها أكبر من نصف المستقيم A-B؛
2. وبالمثل، ارسم دائرة بيتا تساوي ديلتا وبمركز في B ؛
3. تُحدد نقاط التقاطع D C للدوائر دلتا وبيتا؛
4. يرسم الخط D C الذي يمثل المحور المطلوب.